# Copa do Nordeste 2019
La Copa do Nordeste 2019 fue la decimosexta (16.º) edición del torneo que reúne equipos de la región nordeste del país. Al igual que la Copa Verde, es un torneo organizado por la Confederación Brasileña de Fútbol y, debido a la modificación de los criterios de clasificación para torneos internacionales, no asegura un cupo a la Copa Sudamericana pero el campeón entrará directamente a los octavos de final de la Copa de Brasil.
Para esta edición, y manteniendo la regla del año anterior, se le dieron dos cupos a equipos de los estados Maranhão y Piauí, los cuales clasificaron a partir de los campeonatos estatales, respectivamente.

## Sistema de juego
En la fase premilinar, ocho de los 20 equipos no campeones de sus respectivos torneos estatales se enfrentarán en partidos de ida y vuelta para definir a cuatro clasificados a la fase de grupos. Los equipos que jueguen esta etapa serán definidos de acuerdo al ranking de la CBF.
En la fase de grupos, los 12 equipos restantes más los cuatro ganadores de la fase preliminar serán divididos en dos grupos de ocho equipos. Cada uno de los equipos se enfrentará a todos los equipos del otro grupo alcanzando un máximo de ocho partidos en esta fase.
Los cuatro mejores equipos de cada grupo clasificarán directamente a cuartos de final y se jugará a partido único para conocer a los semifinalistas. Luego, los dos ganadores de las series semifinales se enfrentarán en la final para definir al campeón del torneo. Las fases de cuartos de final y semifinal se disputarán en partidos únicos mientras que la final se enfrentará en partidos de ida y vuelta.

### Criterios de desempate
En caso de que haya equipos empatados en puntos en la tabla de cada grupo, los criterios de desempate son:
1. Mayor número de partidos ganados.
2. Mejor diferencia de gol.
3. Mayor número de goles a favor.
4. Menor número de tarjetas rojas recibidas.
5. Menor número de tarjetas amarillas recibidas.
6. Sorteo.

En caso de que haya equipos empatados en puntos en la fase de cuartos de final o semifinales, el criterio directo será los tiros desde el punto penal.
En caso de que haya equipos empatados en puntos la fase preliminar o en la final, los criterios de desempate son:
1. Mejor diferencia de gol.
2. Tiros desde el punto penal.

## Equipos participantes
Los equipos clasificados son:
| Estado                       | Club                         | Vía de clasificación |
| ---------------------------- | ---------------------------- | --- |
| Alagoas 2 cupos              | CSA CRB                      | Campeón del Campeonato Alagoano 2018 Subcampeón del Campeonato Alagoano 2018                                                                        |
| Bahía 3 cupos                | Bahía Vitória Juazeirense    | Campeón del Campeonato Baiano 2018 Subcampeón del Campeonato Baiano 2018 Mejor ubicado del Campeonato Baiano 2016                                   |
| Ceará 2 cupos                | Ceará Fortaleza              | Campeón del Campeonato Cearense 2018 Subcampeón del Campeonato Cearense 2018                                                                        |
| Maranhão 2 cupos             | Moto Club Sampaio Corrêa     | Campeón del Campeonato Maranhense 2018 Subcampeón del Campeonato Maranhense 2018                                                                    |
| Paraíba 2 cupos              | Botafogo - PB Campinense     | Campeón del Campeonato Paraibano 2018 Subcampeón del Campeonato Paraibano 2018                                                                      |
| Pernambuco 3 cupos           | Náutico Salgueiro Santa Cruz | Campeón del Campeonato Pernambucano 2018 Cuarto mejor ubicado del Campeonato Pernambucano 2018 Sexto mejor ubicado del Campeonato Pernambucano 2018 |
| Piauí 2 cupos                | Altos Ríver                  | Campeón del Campeonato Piauiense 2018 Subcampeón del Campeonato Piauiense 2018                                                                      |
| Río Grande del Norte 2 cupos | ABC América de Natal         | Campeón del Campeonato Potiguar 2018 Subcampeón del Campeonato Potiguar 2018                                                                        |
| Sergipe 2 cupos              | Sergipe Confiança            | Campeón del Campeonato Sergipano 2018 Subcampeón del Campeonato Sergipano 2018                                                                      |

## Fase preliminar
- Participaron en esta etapa los ocho clubes con menor clasificación de la CBF 2018. Los cuatro equipos vencedores avanzaron a la fase de grupos.

- Los juegos fueron disputados el 18 y el 25 de abril de 2018.[6]

| Equipo local ida | Global | Equipo visitante ida | Ida | Vuelta |
| ---------------- | ------ | -------------------- | --- | ------ |
| Campinense       | 2–3    | CRB                  | 1–0 | 1–3    |
| Juazeirense      | 2–3    | Salgueiro            | 1–1 | 1–2    |
| Ríver            | 2–5    | Sampaio Corrêa       | 2–2 | 0–3    |
| Confiança        | 5–3    | América de Natal     | 3–3 | 2–0    |

- Avanzaron a fase de grupos CRB de Maceió, Salgueiro, Sampaio Corrêa y Confiança.

## Fase de grupos
- Los grupos y los juegos fueron definidos en sorteo previo el 4 de octubre de 2018.[7]

### Grupo A
| Pos. | Equipo         | Pts. | PJ | G | E | P | GF | GC | Dif. | Qualification              |
| ---- | -------------- | ---- | -- | - | - | - | -- | -- | ---- | -------------------------- |
| 1    | Fortaleza      | 13   | 8  | 3 | 4 | 1 | 12 | 6  | +6   | Avanzan a Cuartos de final |
| 2    | Santa Cruz     | 12   | 8  | 3 | 3 | 2 | 9  | 8  | +1   | Avanzan a Cuartos de final |
| 3    | CRB            | 9    | 8  | 1 | 6 | 1 | 6  | 5  | +1   | Avanzan a Cuartos de final |
| 4    | Vitória        | 7    | 8  | 0 | 7 | 1 | 8  | 10 | −2   | Avanzan a Cuartos de final |
| 5    | Salgueiro      | 6    | 8  | 1 | 3 | 4 | 5  | 13 | −8   |                            |
| 6    | Sampaio Corrêa | 4    | 8  | 1 | 1 | 6 | 4  | 15 | −11  |                            |
| 7    | Sergipe        | 3    | 8  | 1 | 0 | 7 | 4  | 13 | −9   |                            |
| 8    | Altos          | 2    | 8  | 0 | 2 | 6 | 4  | 16 | −12  |                            |

 Fuente: CBF

### Grupo B
| Pos. | Equipo      | Pts. | PJ | G | E | P | GF | GC | Dif. | Qualification              |
| ---- | ----------- | ---- | -- | - | - | - | -- | -- | ---- | -------------------------- |
| 1    | Ceará       | 18   | 8  | 5 | 3 | 0 | 15 | 5  | +10  | Avanzan a Cuartos de final |
| 2    | Botafogo-PB | 18   | 8  | 5 | 3 | 0 | 10 | 3  | +7   | Avanzan a Cuartos de final |
| 3    | CSA         | 16   | 8  | 4 | 4 | 0 | 10 | 3  | +7   | Avanzan a Cuartos de final |
| 4    | Náutico     | 15   | 8  | 4 | 3 | 1 | 13 | 9  | +4   | Avanzan a Cuartos de final |
| 5    | Bahia       | 12   | 8  | 3 | 3 | 2 | 15 | 7  | +8   |                            |
| 6    | ABC Natal   | 12   | 8  | 3 | 3 | 2 | 8  | 5  | +3   |                            |
| 7    | Moto Club   | 11   | 8  | 2 | 5 | 1 | 9  | 7  | +2   |                            |
| 8    | Confiança   | 8    | 8  | 2 | 2 | 4 | 6  | 13 | −7   |                            |

 Fuente: CBF

### Resultados
| Náutico       | 1 - 3 | Fortaleza      | dos Aflitos        | 15 de enero | 21:30 |
| CSA           | 1 - 1 | Vitória        | Rei Pelé           | 15 de enero | 21:30 |
| Botafogo - PB | 0 - 0 | Santa Cruz     | Américo de Almeida | 15 de enero | 21:30 |
| ABC           | 2 - 1 | Sergipe        | Arena das Dunas    | 16 de enero | 18:00 |
| Bahía         | 1 - 1 | CRB            | Arena Fonte Nova   | 16 de enero | 20:30 |
| Moto Club     | 1 - 1 | Altos          | João Castelo       | 16 de enero | 20:30 |
| Confiança     | 0 - 1 | Salgueiro      | Lourival Baptista  | 17 de enero | 20:00 |
| Ceará         | 5 - 0 | Sampaio Corrêa | Aderaldo Castelo   | 17 de enero | 20:00 |

| Vitória        | 1 - 1 | Moto Club     | Manoel Barradas    | 19 de enero | 16:00 |
| Sergipe        | 0 - 2 | Náutico       | Lourival Baptista  | 22 de enero | 21:30 |
| Santa Cruz     | 1 - 3 | Bahía         | Arena Pernambuco   | 26 de enero | 16:00 |
| Sampaio Corrêa | 2 - 2 | Confiança     | João Castelo       | 26 de enero | 16:00 |
| CRB            | 0 - 0 | Ceará         | Rei Pelé           | 26 de enero | 18:30 |
| Salgueiro      | 1 - 1 | Botafogo - PB | Cornélio de Barros | 27 de enero | 19:30 |
| Altos          | 1 - 1 | ABC           | Lindolfo Monteiro  | 27 de enero | 19:30 |
| Fortaleza      | 0 - 0 | CSA           | Aderaldo Castelo   | 28 de enero | 20:00 |

| Salgueiro      | 1 - 1 | Náutico   | Cornélio de Barros | 2 de febrero | 17:00 |
| Botafogo - PB  | 1 - 0 | Fortaleza | Américo de Almeida | 2 de febrero | 17:00 |
| Santa Cruz     | 1 - 0 | ABC       | Arena Pernambuco   | 2 de febrero | 17:00 |
| Bahía          | 1 - 1 | Vitória   | Arena Fonte Nova   | 3 de febrero | 17:00 |
| Confiança      | 1 - 0 | Sergipe   | Lourival Baptista  | 3 de febrero | 17:00 |
| Sampaio Corrêa | 0 - 3 | CSA       | João Castelo       | 3 de febrero | 19:30 |
| CRB            | 2 - 2 | Moto Club | Rei Pelé           | 3 de febrero | 19:30 |
| Ceará          | 2 - 1 | Altos     | Aderaldo Castelo   | 9 de febrero | 17:00 |

| Náutico   | 2 - 2 | Santa Cruz     | dos Aflitos       | 9 de febrero  | 19:30 |
| Sergipe   | 1 - 2 | Botafogo - PB  | Lourival Baptista | 16 de febrero | 17:00 |
| Vitória   | 1 - 1 | Ceará          | Manoel Barradas   | 16 de febrero | 17:00 |
| ABC       | 0 - 0 | CRB            | Arena das Dunas   | 16 de febrero | 17:00 |
| Altos     | 0 - 1 | Confiança      | Lindolfo Monteiro | 16 de febrero | 19:30 |
| Moto Club | 1 - 0 | Sampaio Corrêa | João Castelo      | 17 de febrero | 17:00 |
| CSA       | 1 - 0 | Salgueiro      | Rei Pelé          | 17 de febrero | 19:30 |
| Fortaleza | 2 - 2 | Bahía          | Aderaldo Castelo  | 24 de febrero | 18:30 |

| Altos     | 0 - 5 | Bahía          | Alberto Silva       | 2 de marzo | 16:00 |
| Moto Club | 0 - 1 | Santa Cruz     | João Castelo        | 2 de marzo | 16:00 |
| Sergipe   | 0 - 1 | Ceará          | Lourival Baptista   | 2 de marzo | 16:00 |
| ABC       | 4 - 1 | Salgueiro      | María Lamas Farache | 2 de marzo | 18:30 |
| Fortaleza | 4 - 0 | Confiança      | Aderaldo Castelo    | 7 de marzo | 19:00 |
| Náutico   | 2 - 1 | Sampaio Corrêa | dos Aflitos         | 7 de marzo | 19:00 |
| Vitória   | 1 - 3 | Botafogo - PB  | Manoel Barradas     | 7 de marzo | 21:30 |
| CSA       | 0 - 0 | CRB            | Rei Pelé            | 7 de marzo | 21:30 |

| Santa Cruz     | 1 - 1 | CSA       | do Arruda          | 10 de marzo | 17:00 |
| Salgueiro      | 0 - 0 | Moto Club | Cornélio de Barros | 10 de marzo | 19:00 |
| Bahía          | 0 - 1 | Sergipe   | Arena Fonte Nova   | 13 de marzo | 20:00 |
| CRB            | 1 - 2 | Náutico   | Rei Pelé           | 14 de marzo | 21:30 |
| Confiança      | 2 - 2 | Vitória   | Lourival Baptista  | 14 de marzo | 21:30 |
| Sampaio Corrêa | 0 - 1 | ABC       | João Castelo       | 16 de marzo | 16:00 |
| Botafogo - PB  | 2 - 0 | Altos     | Américo de Almeida | 16 de marzo | 18:00 |
| Ceará          | 1 - 1 | Fortaleza | Aderaldo Castelo   | 16 de marzo | 18:00 |

| Ceará         | 2 - 1 | Santa Cruz     | Aderaldo Castelo    | 23 de marzo | 16:00 |
| Moto Club     | 1 - 1 | Fortaleza      | João Castelo        | 23 de marzo | 16:00 |
| ABC           | 0 - 0 | Vitória        | María Lamas Farache | 23 de marzo | 16:00 |
| Náutico       | 2 - 0 | Altos          | dos Aflitos         | 23 de marzo | 18:00 |
| Confiança     | 0 - 2 | CRB            | Lourival Baptista   | 23 de marzo | 18:00 |
| Bahía         | 3 - 0 | Salgueiro      | Arena Fonte Nova    | 24 de marzo | 17:00 |
| Botafogo - PB | 1 - 0 | Sampaio Corrêa | Américo de Almeida  | 24 de marzo | 19:00 |
| CSA           | 2 - 0 | Sergipe        | Rei Pelé            | 24 de marzo | 19:00 |

| Vitória        | 1 - 1 | Náutico       | Manoel Barradas    | 30 de marzo | 16:00 |
| Fortaleza      | 1 - 0 | ABC           | Aderaldo Castelo   | 30 de marzo | 16:00 |
| Sergipe        | 1 - 3 | Moto Club     | Lourival Baptista  | 30 de marzo | 16:00 |
| Santa Cruz     | 2 - 0 | Confiança     | Arena Pernambuco   | 30 de marzo | 16:00 |
| Sampaio Corrêa | 1 - 0 | Bahía         | João Castelo       | 30 de marzo | 16:00 |
| CRB            | 0 - 0 | Botafogo - PB | Rei Pelé           | 30 de marzo | 16:00 |
| Salgueiro      | 1 - 3 | Ceará         | Cornélio de Barros | 30 de marzo | 16:00 |
| Altos          | 1 - 2 | CSA           | Alberto Silva      | 30 de marzo | 16:00 |

## Fase final
- Los cuartos de final y semifinales se disputan a partido único en casa del equipo de mejor rendimiento en fase de grupos, la final se juega a doble partido.
|  | Cuartos de final | Cuartos de final |               |       | Semifinales | Semifinales |  |  | Final           | Final           | Final           |
|  | 6 al 8 de abril  | 6 al 8 de abril  |               |       | 9 de mayo   | 9 de mayo   |  |  | 23 y 29 de mayo | 23 y 29 de mayo | 23 y 29 de mayo |
|  |                  |                  |               |       |             |             |  |  |                 |                 |                 |
|  |                  |                  |               |       |             |             |  |  |                 |                 |                 |
|  |                  |                  |               |       |             |             |  |  |                 |                 |                 |
|  | Botafogo - PB    | 3                |               |       |             |             |  |  |                 |                 |                 |
|  | Botafogo - PB    | 3                |               |       |             |             |  |  |                 |                 |                 |
|  | CSA              | 1                |               |       |             |             |  |  |                 |                 |                 |
|  | CSA              | 1                | Botafogo - PB | 2     |             |             |  |  |                 |                 |                 |
|  |                  |                  | Botafogo - PB | 2     |             |             |  |  |                 |                 |                 |
|  |                  | Náutico          | 1             |       |             |             |  |  |                 |                 |                 |
|  | Ceará            | Náutico          | 1             | 0     |             |             |  |  |                 |                 |                 |
|  | Ceará            |                  |               | 0     |             |             |  |  |                 |                 |                 |
|  | Náutico          | 2                |               |       |             |             |  |  |                 |                 |                 |
|  | Náutico          | 2                | Botafogo - PB | 0     | 0           |             |  |  |                 |                 |                 |
|  |                  |                  | Botafogo - PB | 0     | 0           |             |  |  |                 |                 |                 |
|  |                  | Fortaleza        | 1             | 1     |             |             |  |  |                 |                 |                 |
|  | Fortaleza        | Fortaleza        | 1             | 1     | 4           |             |  |  |                 |                 |                 |
|  | Fortaleza        |                  |               |       |             |             |  |  |                 |                 |                 |
|  | Vitória          | 0                |               |       |             |             |  |  |                 |                 |                 |
|  | Vitória          | 0                | Fortaleza     | 1     |             |             |  |  |                 |                 |                 |
|  |                  |                  | Fortaleza     | 1     |             |             |  |  |                 |                 |                 |
|  |                  | Santa Cruz       | 0             |       |             |             |  |  |                 |                 |                 |
|  | Santa Cruz       | Santa Cruz       | 0             | 1 (8) |             |             |  |  |                 |                 |                 |
|  | Santa Cruz       |                  |               | 1 (8) |             |             |  |  |                 |                 |                 |
|  | CRB              | 1 (7)            |               |       |             |             |  |  |                 |                 |                 |
|  | CRB              | 1 (7)            |               |       |             |             |  |  |                 |                 |                 |

### Cuartos de final
| 7 de abril de 2019 | Botafogo-PB                        | 3–1     | CSA         | Almeidão, João Pessoa                                        |                                                              |
|                    | Clayton 49' · Nando 52' · Dico 86' | Reporte | Robinho 64' | Asistencia: 7,544 espectadores Árbitro(s): Diego Pombo Lopez | Asistencia: 7,544 espectadores Árbitro(s): Diego Pombo Lopez |

| 6 de abril de 2019 | Ceará | 0–2     | Náutico                       | Castelão, Fortaleza                                                     |                                                                         |
|                    |       | Reporte | Valdo 76' (o.g.) · Thiago 90' | Asistencia: 35,140 espectadores Árbitro(s): Antônio Dib Moraes de Sousa | Asistencia: 35,140 espectadores Árbitro(s): Antônio Dib Moraes de Sousa |

| 8 de abril de 2019 | Fortaleza                                      | 4–0     | Vitória | Castelão, Fortaleza                                                            |                                                                                |
|                    | Júnior Santos 27', 35' · Edinho 83' · Dodô 90' | Reporte |         | Asistencia: 29,565 espectadores Árbitro(s): Marcelo Aparecido Ribeiro de Souza | Asistencia: 29,565 espectadores Árbitro(s): Marcelo Aparecido Ribeiro de Souza |

| 6 de abril de 2019 | Santa Cruz                                                                                               | 1–1 (8:7 p.)               | CRB | Estadio do Arruda, Recife                                                 |                                                                           |
|                    | William Alves 90+2'                                                                                      | Reporte                    | William Barbio 86'                                                                                         | Asistencia: 8,018 espectadores Árbitro(s): Cláudio Francisco Lima e Silva | Asistencia: 8,018 espectadores Árbitro(s): Cláudio Francisco Lima e Silva |
|                    | | Tiros desde el punto penal | |                                                                           |                                                                           |
|                    | Pipico · Charles · Carlos Renato · Dudu · William Alves · Augusto Potiguar · Ítalo Henrique · Allan Dias |                            | Zé Carlos · Ferrugem · Daniel Borges · William Barbio · Felipe Menezes · Guilherme Mattis · Igor · Mailson |                                                                           |                                                                           |

### Semifinales
| 9 de mayo de 2019 | Botafogo-PB             | 2–1     | Náutico                | Almeidão, João Pessoa                                                     |                                                                           |
|                   | Nando 55' · Juninho 89' | Reporte | Fábio Alves 60' (o.g.) | Asistencia: 8,462 espectadores Árbitro(s): Pablo Ramon Gonçalves Pinheiro | Asistencia: 8,462 espectadores Árbitro(s): Pablo Ramon Gonçalves Pinheiro |

| 9 de mayo de 2019 | Fortaleza     | 1–0     | Santa Cruz | Castelão, Fortaleza                                               |                                                                   |
|                   | Romarinho 77' | Reporte |            | Asistencia: 30,495 espectadores Árbitro(s): Marielson Alves Silva | Asistencia: 30,495 espectadores Árbitro(s): Marielson Alves Silva |

### Final
| 23 de mayo de 2019 | Fortaleza               | 1–0     | Botafogo-PB | Castelão, Fortaleza                                           |                                                               |
|                    | Wellington Paulista 78' | Reporte |             | Asistencia: 38,070 espectadores Árbitro(s): Diego Pombo Lopez | Asistencia: 38,070 espectadores Árbitro(s): Diego Pombo Lopez |

| 29 de mayo de 2019 | Botafogo-PB | 0–1     | Fortaleza              | Almeidão, João Pessoa                                               |                                                                     |
|                    |             | Reporte | Wellington Paulista 3' | Asistencia: 17,518 espectadores Árbitro(s): Caio Max Augusto Vieira | Asistencia: 17,518 espectadores Árbitro(s): Caio Max Augusto Vieira |

| Campeón 2019 Copa do Nordeste |
| Bandera del estado de Ceará   |
| ----------------------------- |
| Fortaleza (1 º título)        |

## Goleadores
| Jugador              | Club          | Goles |
| -------------------- | ------------- | ----- |
| Gilberto             | Bahia         | 8     |
| Junior Santos        | Fortaleza     | 8     |
| Marcos Aurélio       | Botafogo - PB | 5     |
| Patrick Fabiano      | CSA           | 4     |
| Pipico               | Santa Cruz    | 4     |
| Wallace Pernambucano | Náutico       | 4     |